# رز سفید یورک

رز یورک‌شر، نشان نجابت خانوادگی خاندان یورک

رز سفید یورک (انگلیسی: White Rose of York) گل ملی یورک‌شر است. گونه دقیق یا رقم کشاورزی این گل سفید نامشخص است. گل رز سفید اولین بار به عنوان یک شیوه و نشان نجابت خانوادگی توسط ادموند، دوک یورک به تصویب رسید. این رسم برای نخستین بار توسط ادوارد چهارم انگلستان برگزیده شد که اولین پادشاه خاندان یورک بود. این نشان پس از نبرد میندن در سال ۱۷۵۹ به عنوان علامت و نماد یورک‌شر برگزیده شد.